# FC Winterthur
FC Winterthur es un club de fútbol suizo de la ciudad de Winterthur. Fue fundado en 1896 y se desempeña en la Superliga Suiza, que es la primera categoría del fútbol suizo. La asociación se convirtió en campeona suiza tres veces en su historia (1906, 1908 y 1916/17). Después de ganar el campeonato en 1908, Winterthur participó en el Sir Thomas Lipton Trophy, uno de los primeros torneos internacionales de clubes de fútbol, donde fue derrotado por 2-0 por el West Auckland FC en la semifinal tras derrotar al Torino XI. En su último apogeo jugó dos finales de copa de liga (1972, 1973) y dos finales de copa (1968: derrota ante el FC Lugano 1:2, 1975: derrota ante el FC Basilea 1:2 n. V.). El FCW también participó cinco veces en la Copa Intertoto de la UEFA entre 1970 y 1975. El FC Winterthur es el líder de la tabla histórica de la Liga Nacional B, la cual, sin embargo, ha sido descontinuada desde que fue rebautizada como Challenge League en 2003.

## Títulos
- Campeonato suizo (3): 1906, 1908, 1917
- Challenge League (4): 1966, 1968, 1982, 2022